# Sam Huntington
Sam Huntington (Peterborough, New Hampshire, 1 de abril de 1982) é um ator norte-americano, mais conhecido, talvez, por ter interpretado, em 2006, o papel de Jimmy Olsen no filme Superman Returns.

## Biografia
Huntington nasceu na cidade de Peterborough, Nova Hampshire, filho de Christine Stabile, atriz conhecida por sua participação na telenovela america Knots Landing. Com apenas nove anos, viria a fazer sua estréia nos palcos numa peça apresentada no The Black Box, teatro infantil de propriedade de sua mãe. 
Em 1991, seu tio-avó, Ralph Bellamy - vencedor de um Óscar honorário em 1987 por suas contribuições à indústria cinematográfica - viria à falecer. Curiosamente, o prêmio vencido em 1987 seria dado à Huntington.
Durante os anos de 1991 e 1994, sua carreira profissional no teatro começaria de verdade, ao se tornar membro do Peterborough Players in Peterborough, aonde viria a fazer parte de quatro das produções mais importantes da época, inclusive interpretando Jeremy "Jem" Atticus numa versão de To Kill a Mockingbird.

### No cinema
Extasiado com os bons resultados de tais interpretações, Huntington já expressava uma crescente vontade de atuar em filmes. Entretanto, sua mãe - hoje sua empresária - o incentivou primeiro à ganhar mais experiência. Em 1995, ele assinaria um contrato com a agência JM Bloom, de Nova Iorque, e morou na cidade por cerca de um ano, estudando na The Professional Children's School - a mesma escola de Macaulay Culkin, de quem Huntington ficaria amigo. 
Durante este período, Huntington obteve papéis menores em comerciais de televisão e filmes para TV, mas também assinou um contrato que para a realização de três filmes com a Walt Disney Company.
O primeiro filme deste contrato - e único que acabou sendo realizado - foi a bem-sucedida comédia Jungle 2 Jungle, de 1997, aonde Huntington interpretou o papel de Mimi-Siku. O filme, que também tinha no elenco o astro Tim Allen, foi filmado durante o ano de 1996, parte em Nova Iorque, parte na Parque Nacional de Canaima, na Venezuela. Devido ao ritmo das gravações, Huntingon não pode atender às aulas de sua escola, tendo sido acompanhado por um tutor durante todo o processo, para que não se atrasasse nos estudos referentes à oitava série norte-americana. 
A atuação em Jungle 2 Jungle rendeu grandes elogios à Huntigton, que venceu, em 1997, o prêmio de "Melhor Ator Revelação" no Showbiz Kids' Award, além de ter recebido o prêmio de "Melhor Performance Jovem" pela WAVM. No mesmo ano, Sarah Ferguson, Duquesa de York e membra da família real britânica, ao ver Huntington e sua mãe almoçando num restaurante em Nova Iorque, parou à sua mesa para parabenizá-lo pelo trabalho no filme. 
Conforme foi envelhecendo, Huntigton começou a tomar parte de produções adolescentes, como o filme Detroit Rock City, aonde atuou ao lado de Edward Furlong. O filme, sobre um grupo de adolescentes fãs da banda Kiss que cruzam os Estados Unidos para assistir ao show de seus ídolos, acabou não se tornando um sucesso de bilheteria, mas é considerado cult atualmente.
Em 2001, Huntington participaria da paródia Not Another Teen Movie, como Ox. Após uma pequena participação como Dinkadoo Murphy em Rolling Kansas, aclamada comédia independente escrita e dirigida por Thomas Hayden Church (Sideways), Huntington interpretaria, em 2004 o personagem principal de Home of Phobia, filme sobre um calouro universitário que finge ser homossexual para se aproximar da garota pelo qual está interessado, interpretada por Marla Sokoloff. 
Ainda no mesmo ano, Huntington faria participações em filmes como Sleepover, Raising Genius e In Enemy Hands. Em 2005, daria sequência à sua carreira com Molding Clay. 2005 também seria o ano em que Huntington mais faria participações na televisão, tendo participado de dois episódios de Veronica Mars e um de CSI: Nova Iorque. 
Em 2006, seria escolhido por Bryan Singer para interpretar o jovem fotógrafo Jimmy Olsen no filme Superman Returns. Atualmente, Huntington tem colhido elogios pela sua interpretação de Olsen, além de estar envolvido com o vindouro Fanboys. O filme, que também tem em seu elenco Kristen Bell, trata de um grupo de jovens que cruzam os Estados Unidos para atender ao desejo de um amigo à beira da morte: assistir a pré-estreia do filme Star Wars Episode I: The Phantom Menace no Rancho Skywalker.

## Filmografia

### Filmes
| Ano  | Título Original         | Papel                | Observações         |
| 2016 | Sully                   | Jeff Kolodjay        |                     |
| 2011 | Dylan Dog:Dead of Night | Marcus               |                     |
| 2007 | Fanboys                 | Eric                 |                     |
| 2006 | Safety Glass            | George               |                     |
| 2006 | Superman Returns        | Jimmy Olsen          |                     |
| 2005 | River's End             | Clay Watkins         |                     |
| 2004 | Sleepover               | Ren Corky            |                     |
| 2004 | Raising Genius          | Bic                  |                     |
| 2004 | In Enemy Hands          | Virgil Wright        |                     |
| 2004 | Home of Phobia          | Clay Adams           |                     |
| 2003 | Rolling Kansas          | Dinkadoo Murphy      |                     |
| 2001 | Not Another Teen Movie  | Ox                   |                     |
| 1999 | Detroit Rock City       | Jeremiah 'Jam' Bruce |                     |
| 1997 | Jungle 2 Jungle         | Mimi-Siku            |                     |
| 1996 | Harvest of Fire         | Nathan Hostetler     | Filme feito p/ a TV |

### Televisão
| Ano                                 | Série                              | Episódio                    | Papel            |
| 2018 - Atualmente 2018 - Atualmente | Good Girls A Million Little Things |                             | Noah Tom         |
| 2011                                | Being Human                        | Todos                       | Josh Radcliff    |
| 2010                                | Human Target                       | Sanctuary                   | John Grey        |
| 2005                                | Veronica Mars                      | A Trip to the Dentist       | Luke             |
| 2005                                | Veronica Mars                      | You Think You Know Somebody | Luke             |
| 2005                                | CSI: Nova Iorque                   | Til Death Do We Part        | Connor Mulcahy   |
| 2004                                | CSI: Miami                         | Murder in a Flash           | Justin Gillespie |
| 1997                                | Law & Order                        | Burned                      | Terry            |